# جوشوا شتايغر
جوشوا شتايغر (بالألمانية: Joshua Steiger)‏ هو لاعب كرة قدم نمساوي في مركز الوسط، ولد في 6 أبريل 2001. لعب مع نادي فولفسبيرغر.

## وصلات خارجية
- جوشوا ستايغر على موقع قاعدة بيانات كرة القدم.إي يو (الإنجليزية)
- جوشوا ستايغر على موقع Soccerway.com (الإنجليزية)
- جوشوا ستايغر على موقع عالم كرة القدم.نت (الإنجليزية)